# Pyrenaria poilaneana
Pyrenaria poilaneana är en tvåhjärtbladig växtart som beskrevs av François Gagnepain. Pyrenaria poilaneana ingår i släktet Pyrenaria och familjen Theaceae. Inga underarter finns listade i Catalogue of Life.